# 境村 (富山県)
境村（さかいむら）は、かつて富山県下新川郡にあった村。

## 沿革
- 1889年（明治22年）4月1日 - 町村制の施行により、下新川郡境村及び大平村の区域をもって、下新川郡境村が発足する。
- 1954年（昭和29年）8月1日 - 下新川郡泊町、五箇庄村、宮崎村、境村、大家庄村、山崎村及び南保村が合併して、下新川郡朝日町が発足する。

## 人口・世帯
- 1893年時点 - 世帯数228、人口1,137（男性574、女性563）[2]
- 1945年時点 - 世帯数284、人口1,525（男性650、女性875）[2]

## 歴代村長
1. 林秀太郎（1889年5月25日 - 1901年3月6日）[2]
2. 水嶋作左ヱ門（1901年5月1日 - 1907年2月17日）[2]
3. 水島清左衛門（1907年3月25日 - 1919年4月17日）[2]
4. 根建要蔵（1919年5月1日 - 1923年4月30日）[2]
5. 広川哲太郎（1923年5月8日 - 1927年1月18日）[2]
6. 水島保綱（1927年1月24日 - 1946年11月26日）[2]
7. 水島武義（1947年4月5日 - 1948年3月5日）[2]
8. 水島清吉（1948年5月3日 - 1954年7月31日）[2]

## 歴代村議会議長
1. 水島清吉（1947年5月9日 - 1948年5月4日）[2]
2. 水島富男（1948年5月31日 - 1951年4月29日）[2]
3. 野田亥松（1951年5月5日 - 1953年5月26日）[2]
4. 渡辺亀造（1953年5月26日 - 1954年7月31日）[2]